# El Hassan El-Abbassi
El-Hassan El-Abbassi (ur. 13 kwietnia 1984 w Casablance) – marokański biegacz długodystansowy reprezentujący Bahrajn. Specjalizuje się głównie w biegu na 10 000 metrów oraz w maratonie. Uczestnik igrzysk olimpijskich w 2016 roku. 

## Życiorys

### Mistrzostwa Azji oraz świata
W 2014 roku został złotym medalistą igrzysk azjatyckich w biegu na 10000 metrów, rok później mistrzem Azji na tym samym dystansie. W 2018 roku zdobył srebrny medal w biegu maratońskim na igrzyskach azjatyckich w Dżakarcie. Również w 2018 roku został rekordzistą Azji w maratonie podczas udziału maratonu w Walencji z czasem 2:04,53. W maratonie na mistrzostwach świata w 2019 roku zajął 7. miejsce.

### Igrzyska olimpijskie
Wziął udział w rywalizacji na igrzyskach olimpijskich w Rio de Janeiro. W biegu na 10 000 metrów z czasem 28:20,17 zajął 26. miejsce. 